# Hospice Saint-Nicolas de Troyes
L'hôtel-Dieu Saint-Nicolas était un Hôtel-Dieu, dit aussi hospice civil, est situé dans le département de l'Aube, en France.

## Localisation
L'Hôtel-Dieu au 101 bis rue de la Cité à Troyes.

## Historique
C'est un bâtiment  d'architecture néo-classique commencé en 1836 et terminé en 1844. Il fut bâti sur le site de l'ancien hospice médiéval. 
Le premier hôtel-Dieu saint-Nicolas remonte au XIIe siècle et était créé et géré par le chapitre cathédrale. C'est le plus ancien mais il était de bien moindre importance que l'hôtel-dieu-le-comte. La règle de Chrodegeng de Metz prescrivait l'ouverture de telle structures pour les habitants mais surtout les pèlerins de passage en la ville. D'où son implantation proche d'une porte de la ville, la présence du canal est aussi une facilité pour l'hygiène de l'établissement. Le fonctionnement était assuré par des religieux et religieuses, il n'y en a pas eu plus d'une dizaine, qui assuraient le soin aux personnes. L'hôtel-Dieu avait aussi un temporel qui venait de donations et devait assurer le fonctionnement de l'établissement. Il était ouvert jusqu'au XVIe siècle mais avait commencé à décroitre en termes d'usage dès le XIVe siècle. EN 1630 était réuni en Hospice Saint-Nicolas les fondations des hôpitaux St-Abraham, st-Esprit en partie et st-Bernard ; il était alors souvent nommé l'Enfermerie et la Renfermerie. Il était encore en activité au milieu du XXe.
La chapelle fut reconstruite au XVIe siècle par les libéralités de jean Brodart, curé de Creney et maître de l'Hôpital. Elle a conservé son décor peint par Anne-François Arnaud en 1845 et des vitraux de M. Hugot de Troyes lors de sa réfection de l'architecte Pierre Gauthier entre 1839 et 1843. 

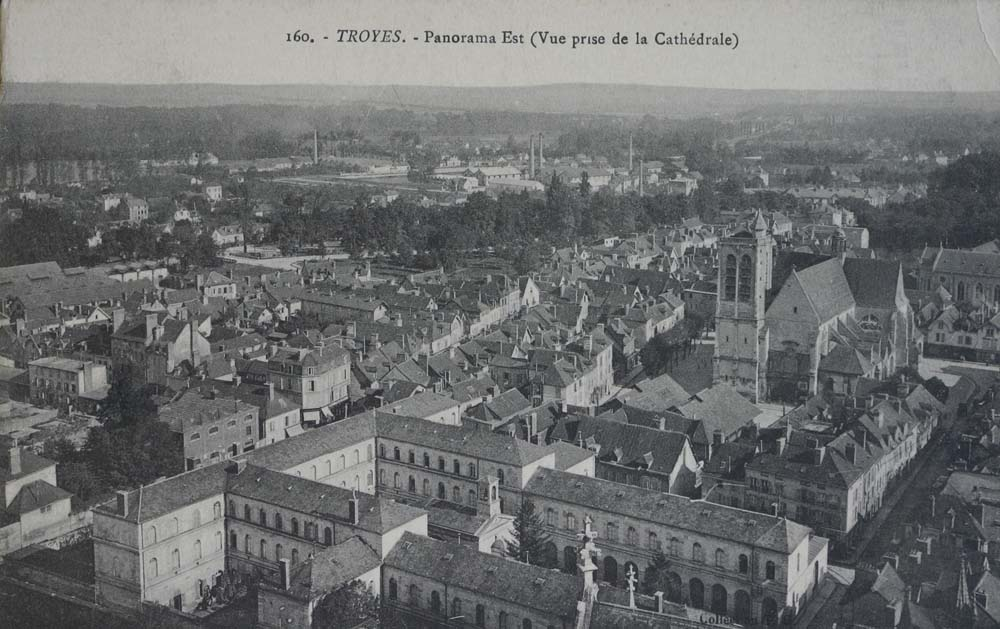
Vue du dessus.
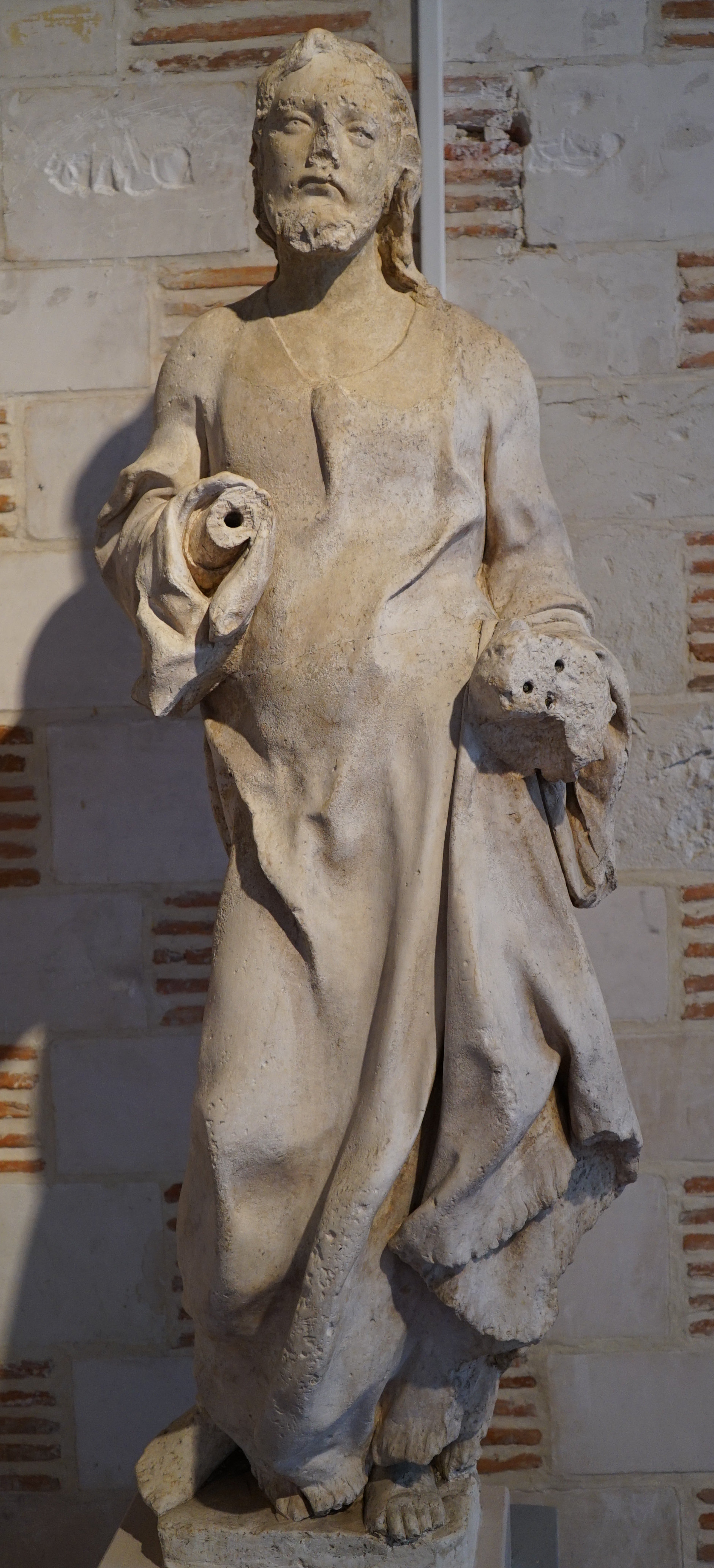
Christ bénissant,
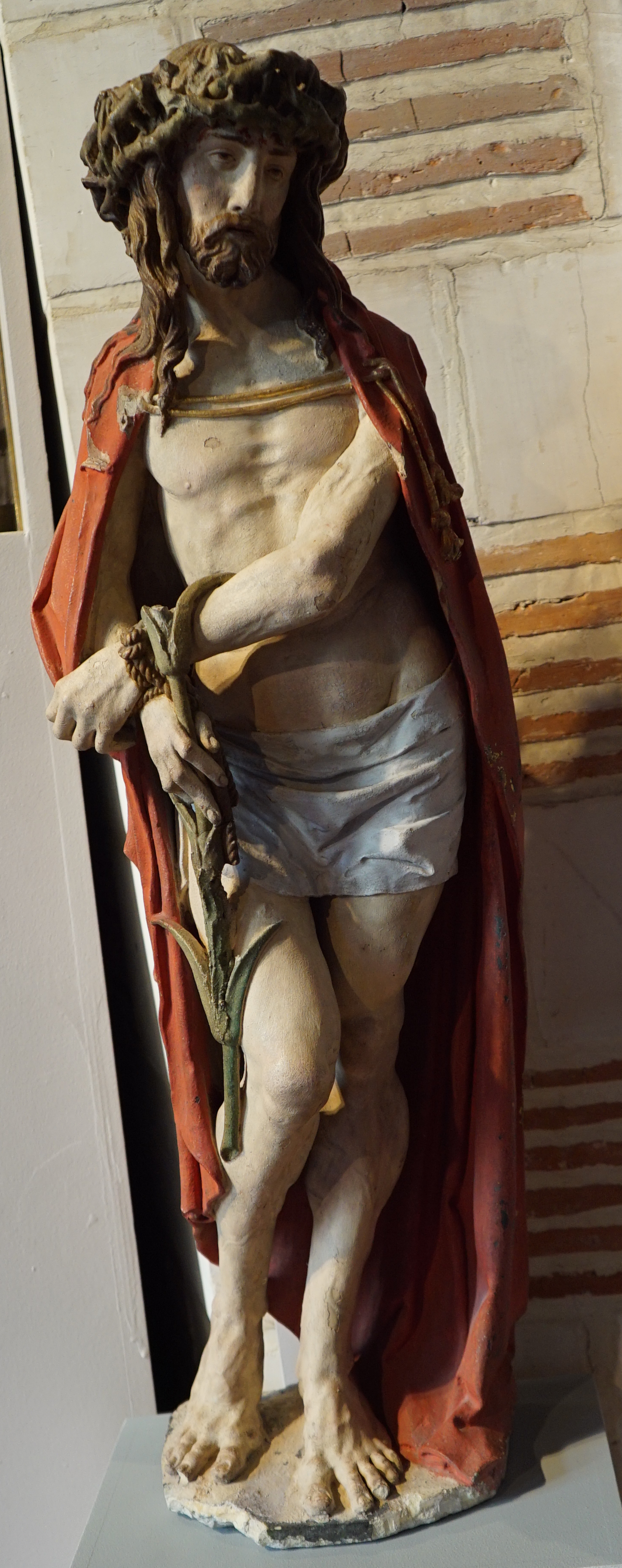
Christ au roseau et une statue
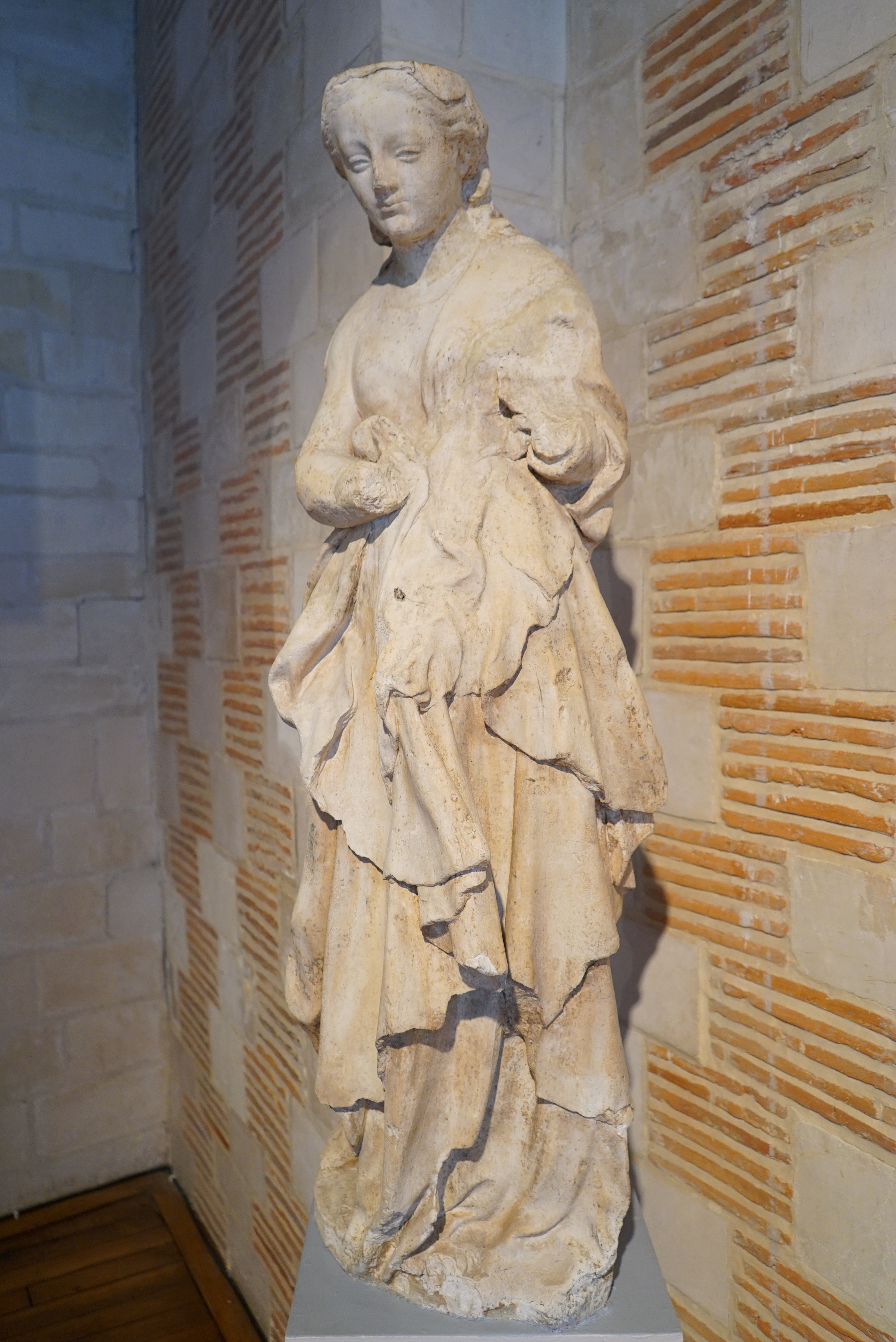
actuellement au Musée de Vauluisant.

L'hôtel-Dieu est inscrit au titre des monuments historiques en 1996 pour sa grille, sa façade et ses toitures des bâtiments.